# Safranera de l’alfals
La safranera de l'alfals (Colias crocea) és una espècie de lepidòpter papilionoïdeu de la família dels pièrids (Pieridae) present als Països Catalans.

## Nomenclatura
El nom binomial d'aquesta espècie es compon del substantiu llatí Colias, de gènere gramatical femení, i de l'adjectiu llatí "croceus, -a, -um". Donat que els epítets específics han de concordar gramaticalment amb el mot genèric, s'ha d'escriure Colias crocea (femení) i no Colias croceus (masculí) ni Colias croceum (neutre). La grafia "croceus" està molt estesa i la confusió és deguda a què Fourcroy al 1785 va denominar a aquesta papallona Papilio croceus; Papilio és masculí i croceus en aquest cas és correcte. En ser assignada al gènere Colias (femení), l'epítet específic automàticament esdevé "crocea".

## Distribució
La seva distribució geogràfica abasta tot el Mediterrani, inclosa l'Àfrica del nord, Europa (excepte l'extrem nord) i vastes regions d'Àsia.

## Morfologia i costums
És una papallona de talla mitjana, que fa de 42 a 54 mm d'envergadura. Té les ales de color groc viu i negre, amb zones nebuloses en què els dos colors es barregen. També té un puntet molt definit a cada ala. Els marges de la part superior de les ales són amples i de color negre. La part inferior és de color groc llimona. Hi ha varietats pàl·lides i blanques de la mateixa espècie.

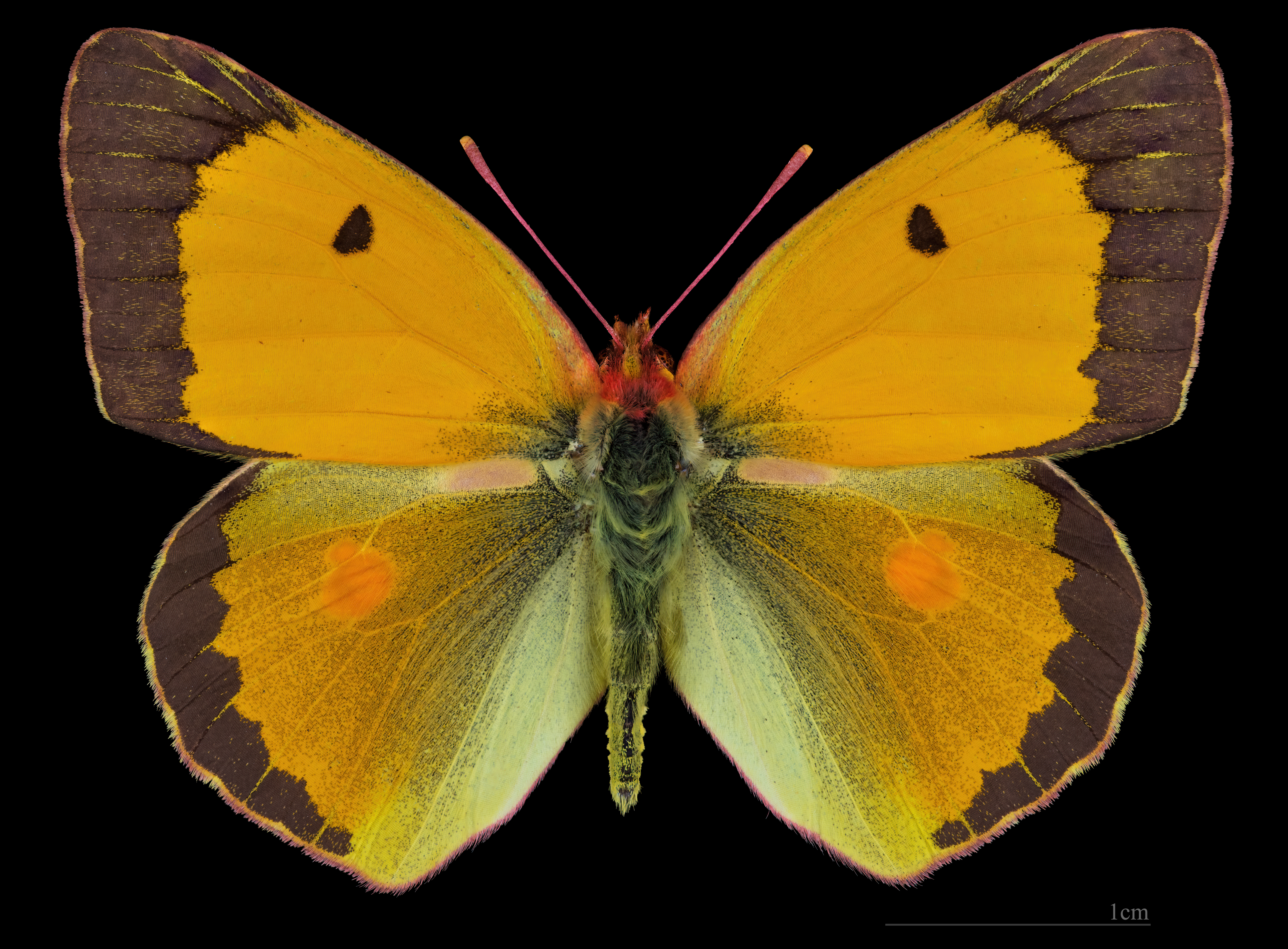
Colias crocea crocea ♂
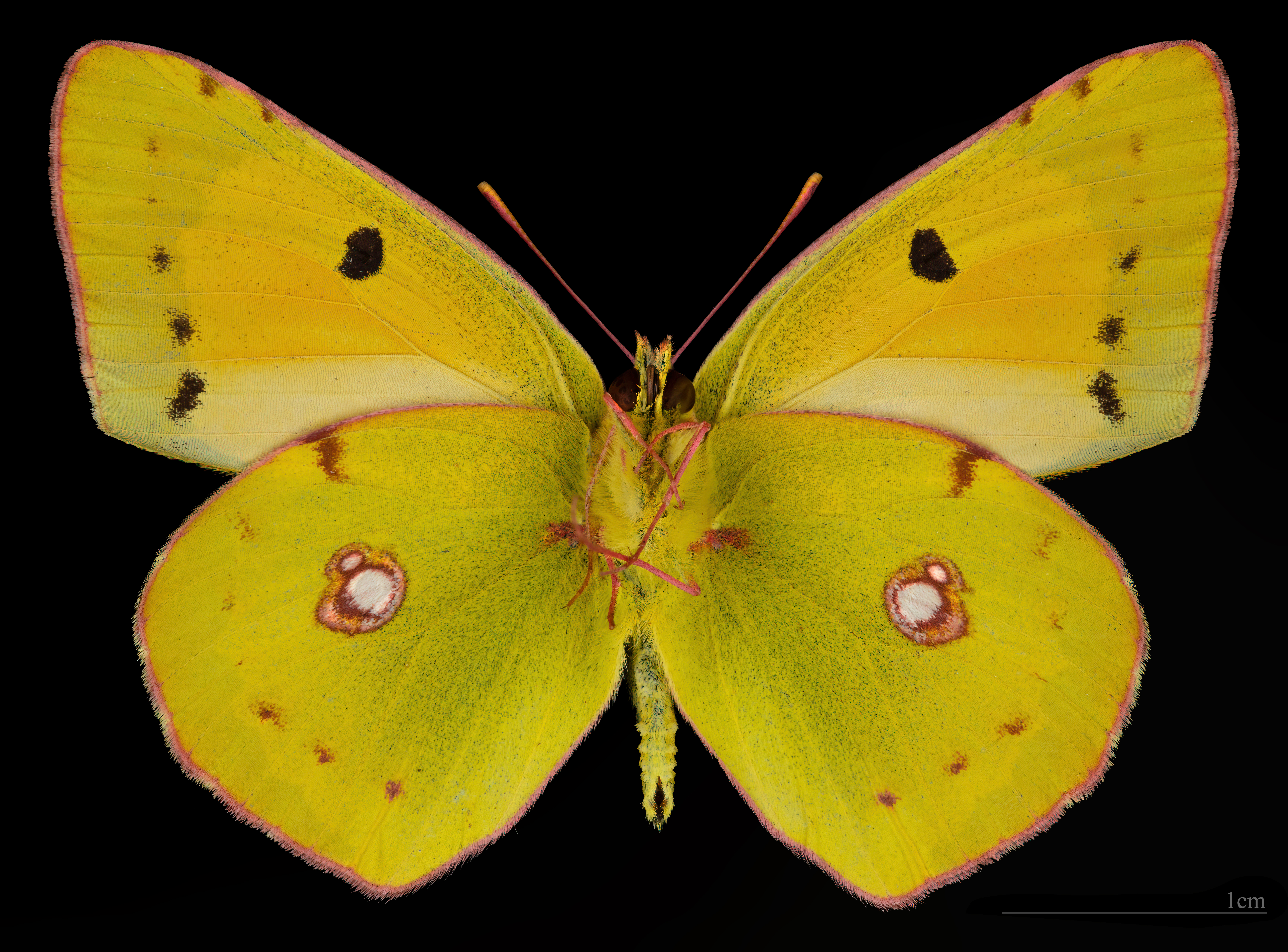
Colias crocea crocea ♂ △

Aquesta papallona viu als prats i camps oberts per sota dels 2.000 m d'altitud. Es passa el dia anant de camp en camp i de flor en flor. Li agrada xuclar les flors del gènere Leontodon, anomenades dents de lleó. Es troba de la primavera a la tardor i és molt comuna a l'estiu als Països Catalans.
Les erugues de la safranera de l'alfals són de color verd amb una franja groga longitudinal a cada costat. Mengen, preferentment, les fulles de plantes que sovint serveixen de farratge per al bestiar, com l'alfals, la corona de rei, la coroneta rosa (Securigera varia), diverses espècies de Vicia i el trèvol.